# Кухня Гвінеї-Бісау

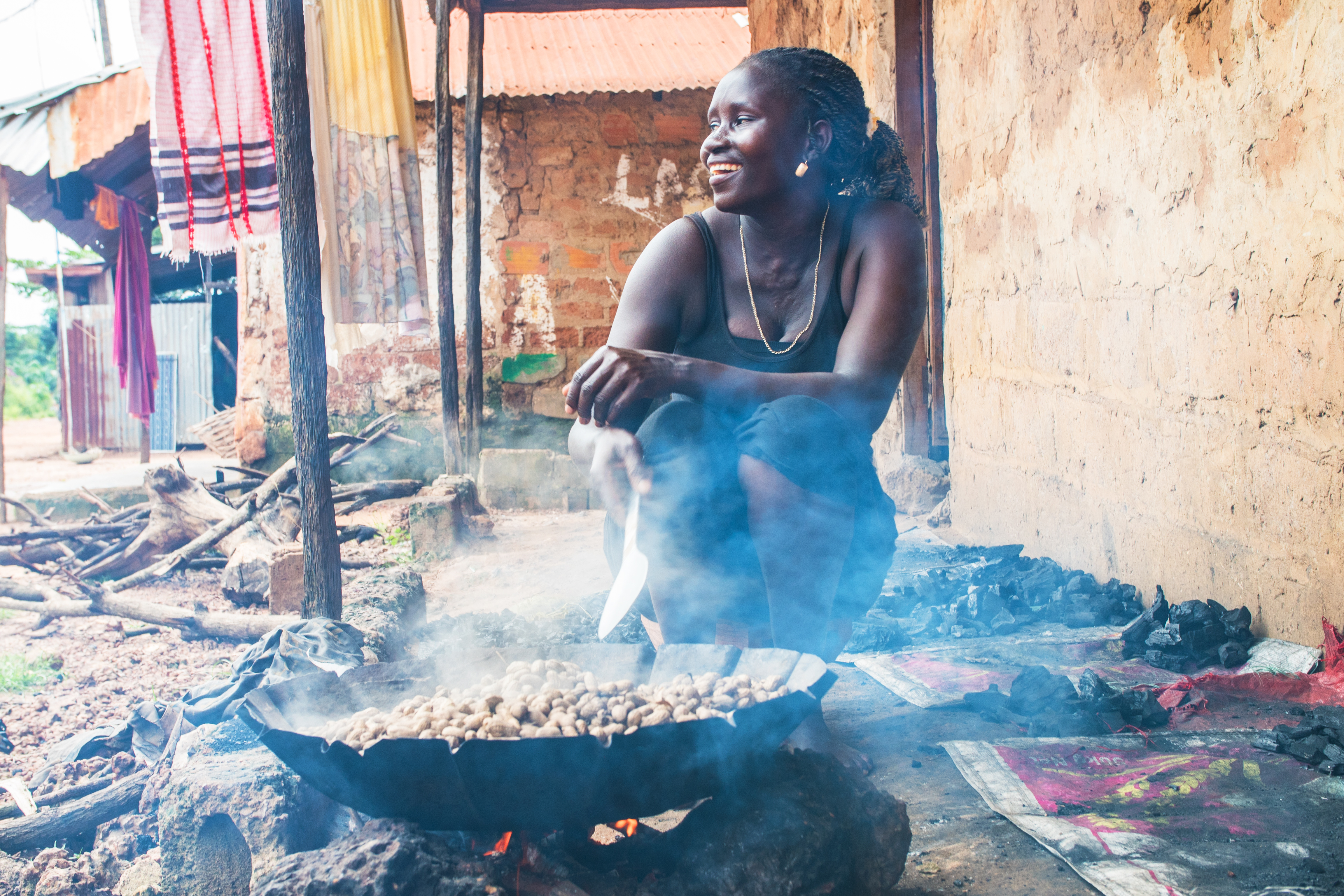
Приготування арахісової пасти

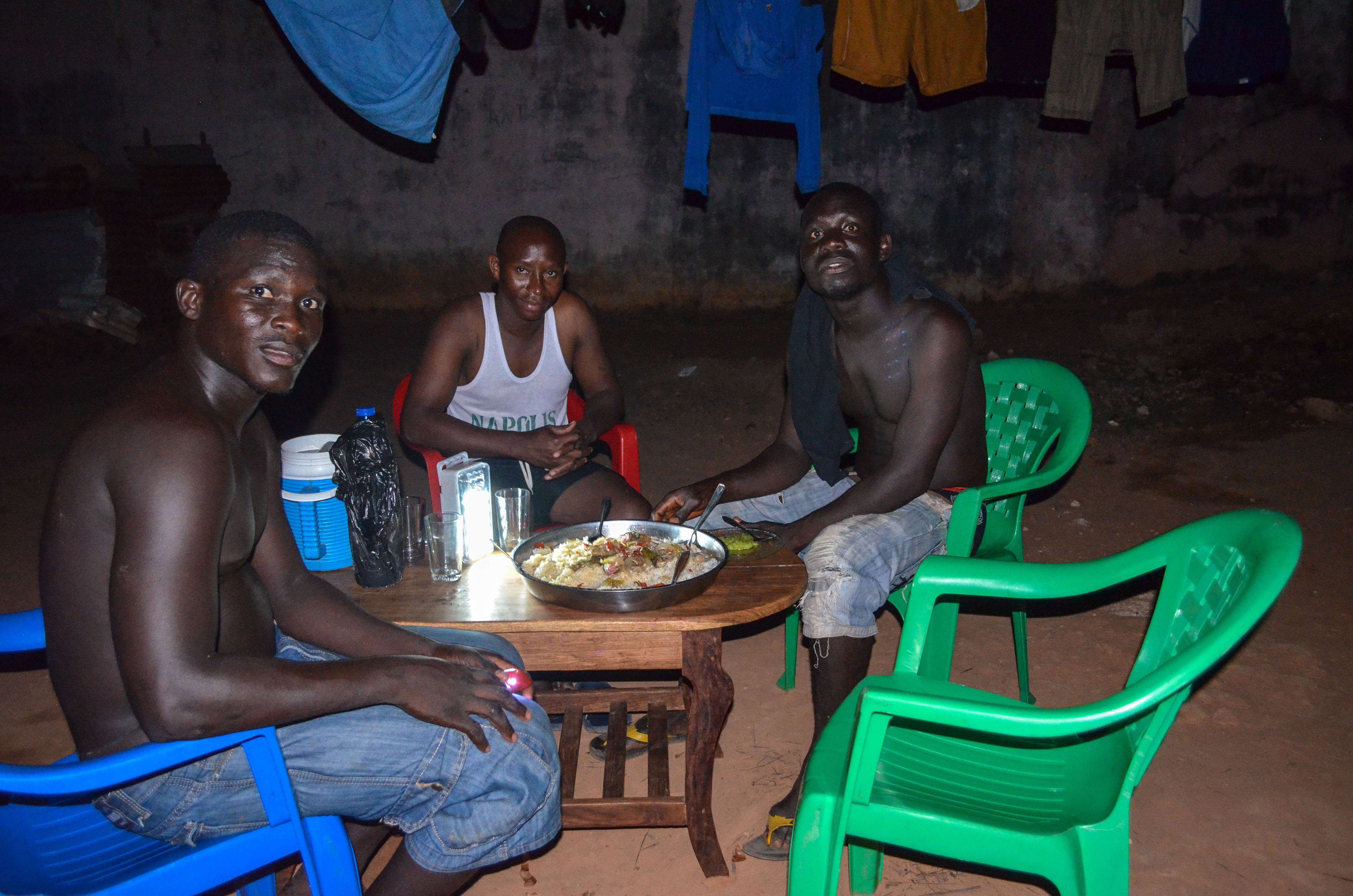
Пізня вечеря в Бісау

Кухня Гвінеї-Бисау почасти визначається географією, історією та економікою цієї країни. Так, основою харчування мешканців узбережжя є рис, а у віддалених від Атлантичного океану регіонах — пшоно. Велика частина рису імпортується, і відсутність продовольчої безпеки є серйозною проблемою. У той же час в Гвінеї-Бісау вирощуються кеш'ю, арахіс, кокоси та оливки, деякі з цих культур йдуть і на експорт.

## Поширені страви
Злакові зазвичай вживаються разом з молоком, сиром, овочами, фруктами, рибою та молюсками. Риба при цьому може бути сушеною. Типова страва — густа каша фуфу, поширений місцевий варіант кускусу з пшона. Бобові та пальмова олія також присутні в раціоні.
Повсюдно поширені супи та тушковані страви. Їх інгредієнтами можуть бути картопля, ямс, маніок, помідори, цибуля та різні спеції.
Популярним напоєм є зелений чай. З алкоголю — пальмове вино та ром.